# Gran Premi d'Hongria del 2021
El Gran Premi d'Hongria de Fórmula 1, onzena cursa de la temporada 2021, és disputa al Circuit de Hungaroring, a Mogyoród, entre els dies 30 de juliol a 1 d'agost del 2021.

## Qualificació
La qualificació es va celebrar el dia 31 de juliol.
| Pos                 | No | Pilot              | Constructor           | Part 1   | Part 2   | Part 3   | Sortida |
| ------------------- | -- | ------------------ | --------------------- | -------- | -------- | -------- | ------- |
| 1                   | 44 | Lewis Hamilton     | Mercedes              | 1:16.424 | 1:16.553 | 1:15.419 | 1       |
| 2                   | 77 | Valtteri Bottas    | Mercedes              | 1:16.569 | 1:16.702 | 1:15.734 | 2       |
| 3                   | 33 | Max Verstappen     | Red Bull-Honda        | 1:16.214 | 1:15.650 | 1:15.840 | 3       |
| 4                   | 11 | Sergio Pérez       | Red Bull-Honda        | 1:17.233 | 1:16.443 | 1:16.421 | 4       |
| 5                   | 10 | Pierre Gasly       | AlphaTauri-Honda      | 1:16.874 | 1:16.394 | 1:16.483 | 5       |
| 6                   | 4  | Lando Norris       | McLaren-Mercedes      | 1:17.081 | 1:16.385 | 1:16.489 | 6       |
| 7                   | 16 | Charles Leclerc    | Ferrari               | 1:17.084 | 1:16.574 | 1:16.496 | 7       |
| 8                   | 31 | Esteban Ocon       | Alpine-Renault        | 1:17.367 | 1:16.766 | 1:16.653 | 8       |
| 9                   | 14 | Fernando Alonso    | Alpine-Renault        | 1:17.123 | 1:16.541 | 1:16.715 | 9       |
| 10                  | 5  | Sebastian Vettel   | Aston Martin-Mercedes | 1:17.105 | 1:16.794 | 1:16.750 | 10      |
| 11                  | 3  | Daniel Ricciardo   | McLaren-Mercedes      | 1:17.664 | 1:16.871 |          | 11      |
| 12                  | 18 | Lance Stroll       | Aston Martin-Mercedes | 1:17.038 | 1:16.893 |          | 12      |
| 13                  | 7  | Kimi Räikkönen     | Alfa Romeo-Ferrari    | 1:17.553 | 1:17.564 |          | 13      |
| 14                  | 99 | Antonio Giovinazzi | Alfa Romeo-Ferrari    | 1:17.776 | 1:17.583 |          | 14      |
| 15                  | 55 | Carlos Sainz Jr.   | Ferrari               | 1:16.649 | S/Temps  |          | 15      |
| 16                  | 22 | Yuki Tsunoda       | AlphaTauri-Honda      | 1:17.919 |          |          | 16      |
| 17                  | 63 | George Russell     | Williams-Mercedes     | 1:17.944 |          |          | 17      |
| 18                  | 6  | Nicholas Latifi    | Williams-Mercedes     | 1:18.036 |          |          | 18      |
| 19                  | 9  | Nikita Mazepin     | Haas-Ferrari          | 1:18.922 |          |          | 19      |
| 107% Temps:1:21.548 |    |                    |                       |          |          |          |         |
| 20                  | 47 | Mick Schumacher    | Haas-Ferrari          | S/Temps  |          |          | 201     |
| Font:               |    |                    |                       |          |          |          |         |

Notes
- ^1  – Mick Schumacher no participarà a la qualificació degut a un accident ocorregut durant la tercera sessió d’entrenaments lliures. Més participará de la cursa al criteri dels comissaris, també va receber una penalització de cinc pocisions a la graella de sortida degut a canviar la caixa de canvi, però va llargar en últim lloc, no farà cap diferència.

## Resultats després de la cursa
La cursa va ser realitzada en el dia 01 d'agost.
| Pos                                                                       | No | Pilot              | Constructor           | Voltes | Temps / Retirada | Pos.Sortida | Punts |
| ------------------------------------------------------------------------- | -- | ------------------ | --------------------- | ------ | ---------------- | ----------- | ----- |
| 1                                                                         | 31 | Esteban Ocon       | Alpine-Renault        | 70     | 2.04.43.199      | 8           | 25    |
| 2                                                                         | 44 | Lewis Hamilton     | Mercedes              | 70     | +2.736           | 1           | 18    |
| 3                                                                         | 55 | Carlos Sainz Jr.   | Ferrari               | 70     | +15.018          | 15          | 15    |
| 4                                                                         | 14 | Fernando Alonso    | Alpine-Renault        | 70     | +15.651          | 9           | 12    |
| 5                                                                         | 10 | Pierre Gasly       | AlphaTauri-Honda      | 70     | +1:03.614        | 5           | 10    |
| 6                                                                         | 22 | Yuki Tsunoda       | AlphaTauri-Honda      | 70     | +1:15.803        | 16          | 91    |
| 7                                                                         | 6  | Nicholas Latifi    | Williams-Mercedes     | 70     | +1:17.910        | 18          | 6     |
| 8                                                                         | 63 | George Russell     | Williams-Mercedes     | 70     | +1:19.094        | 17          | 4     |
| 9                                                                         | 33 | Max Verstappen     | Red Bull-Honda        | 70     | +1:20.244        | 3           | 2     |
| 10                                                                        | 7  | Kimi Räikkönen     | Alfa Romeo-Ferrari    | 69     | +1 volta         | 13          | 1     |
| 11                                                                        | 3  | Daniel Ricciardo   | McLaren-Mercedes      | 69     | +1 volta         | 11          |       |
| 12                                                                        | 47 | Mick Schumacher    | Haas-Ferrari          | 69     | +1 volta         | 20          |       |
| 13                                                                        | 99 | Antonio Giovinazzi | Alfa Romeo-Ferrari    | 69     | +1 volta         | 14          |       |
| 14                                                                        | 9  | Nikita Mazepin     | Haas-Ferrari          | 4      | Col·lisió        | 19          |       |
| 15                                                                        | 4  | Lando Norris       | McLaren-Mercedes      | 2      | Col·lisió        | 6           |       |
| 16                                                                        | 11 | Sergio Pérez       | Red Bull-Honda        | 0      | Col·lisió        | 4           |       |
| 17                                                                        | 18 | Lance Stroll       | Aston Martin-Mercedes | 0      | Col·lisió        | 12          |       |
| 18                                                                        | 16 | Charles Leclerc    | Ferrari               | 0      | Col·lisió        | 7           |       |
| 19                                                                        | 77 | Valtteri Bottas    | Mercedes              | 0      | Col·lisió        | 2           |       |
| 20                                                                        | 5  | Sebastian Vettel   | Aston Martin-Mercedes | 70     | Desqualificat    | 10          |       |
| Volta ràpida: — Pierre Gasly (AlphaTauri-Honda) – 1:18.394 (en el lap 70) |    |                    |                       |        |                  |             |       |
| Font:                                                                     |    |                    |                       |        |                  |             |       |

Notes
- ^1 – Inclòs 1 punt extra per la volta ràpida.

## Classificació després de la cursa
| Pos. | Pilot           | Punts | Canvis |
| ---- | --------------- | ----- | ------ |
| 1    | Lewis Hamilton  | 192   | 1      |
| 2    | Max Verstappen  | 186   | 1      |
| 3    | Lando Norris    | 113   | =      |
| 4    | Valtteri Bottas | 108   | =      |
| 5    | Sergio Pérez    | 104   | =      |

| Pos. | Constructor      | Punts | Canvis |
| ---- | ---------------- | ----- | ------ |
| 1    | Mercedes         | 300   | 1      |
| 2    | Red Bull-Honda   | 290   | 1      |
| 3    | McLaren-Mercedes | 163   | =      |
| 4    | Ferrari          | 160   | =      |
| 5    | Alpine-Renault   | 75    | 2      |